# La Estancia del Monte
La Estancia del Monte är en ort i Mexiko.   Den ligger i kommunen Marcos Castellanos och delstaten Michoacán de Ocampo, i den centrala delen av landet, 400 km väster om huvudstaden Mexico City. La Estancia del Monte ligger 1 946 meter över havet och antalet invånare är 112.
Terrängen runt La Estancia del Monte är kuperad åt nordväst, men åt sydost är den platt. Terrängen runt La Estancia del Monte sluttar västerut. Runt La Estancia del Monte är det ganska tätbefolkat, med 58 invånare per kvadratkilometer. Närmaste större samhälle är Tizapán el Alto, 13,2 km nordväst om La Estancia del Monte. I omgivningarna runt La Estancia del Monte växer huvudsakligen savannskog.